# Cepeda (cantante)
Luis Cepeda Fernández  (Orense, 26 de agosto de 1989) es un cantante y compositor español que se dio a conocer en 2017 en la novena edición del concurso de canto Operación Triunfo.

## Biografía

### Infancia
Cepeda nació el 26 de agosto de 1989 en la ciudad de Orense, Galicia. Es hijo de Encarna Fernández y Luis Cepeda, siendo ella profesora y él arquitecto y fabricante de guitarras. Vivió su niñez y adolescencia ajeno a los televisores por decisión de sus padres, aunque esta falta de televisores y el estar rodeado de músicos en la familia le despertó su carácter autodidacta, que no explotó hasta la universidad. Se pasaba las tardes en su habitación cantando, componiendo y tocando la guitarra.
Cepeda heredó su gusto por la música de su familia ya que su tío, el fallecido Alberto Cepeda, fue integrante del grupo de rock, Desmadre 75, creador de temas como «Saca el güisqui, Cheli» en 1975 o «Vamos de excursión» en 1976.
A un cura de La Coruña siempre le llamó la atención la voz de Cepeda y no dudó llevar a Xosé Ramón Gayoso para que la escuchara. Este le escuchó y luego lo invitó al programa de televisión Luar, pero no aceptó. Luis también fue amante de otras artes como dibujar, pintar y hacer maquetas.
En el 2017 se presentó al casting de Operación Triunfo llegando a ser uno de los más queridos de la edición gracias al fenómeno que crearon los seguidores del programa.

### Estudios
Cepeda comenzó sus estudios universitarios en la Universidad de La Coruña, donde realizó los tres primeros cursos de Arquitectura (arquitectura técnica). Posteriormente se trasladó a Madrid y se graduó en Diseño Industrial en la Universidad Alfonso X el Sabio. En su vida madrileña, dio rienda suelta a otra de sus grandes pasiones, como es el baloncesto, jugando en equipos de la facultad. Esta pasión inició en Orense, donde jugaba en los Maristas y luego en categorías inferiores.
En Madrid, empezó a trabajar para una ONG, donde captaba clientes cantando en la calle, algo que continuó en Barcelona mientras completaba su formación con un Máster en Diseño para la Automoción.

## Carrera musical

### 2015: Inicios
En 2015, audicionó para la tercera temporada del talent show La Voz de Telecinco, con la esperanza de mejorar y desarrollar sus habilidades musicales. Se presentó a la audición a ciegas cantando una versión de «Wherever You Will Go» de The Calling. Tras finalizar su actuación, el concursante logró hacer que tres de los cuatro preparadores —Alejandro Sanz, Malú, Laura Pausini y Antonio Orozco— giraran sus sillas, para luego elogiarlo por su voz. A pesar de la propuesta de la cantante italiana de acompañarla en su gira, Cepeda eligió a Malú como preparador. En su primer enfrentamiento en los duelos frente a Joaquín Garli cantando «Wake Me Up» de Avicii, fue eliminado del programa.

### 2017-2018:Operación Triunfo

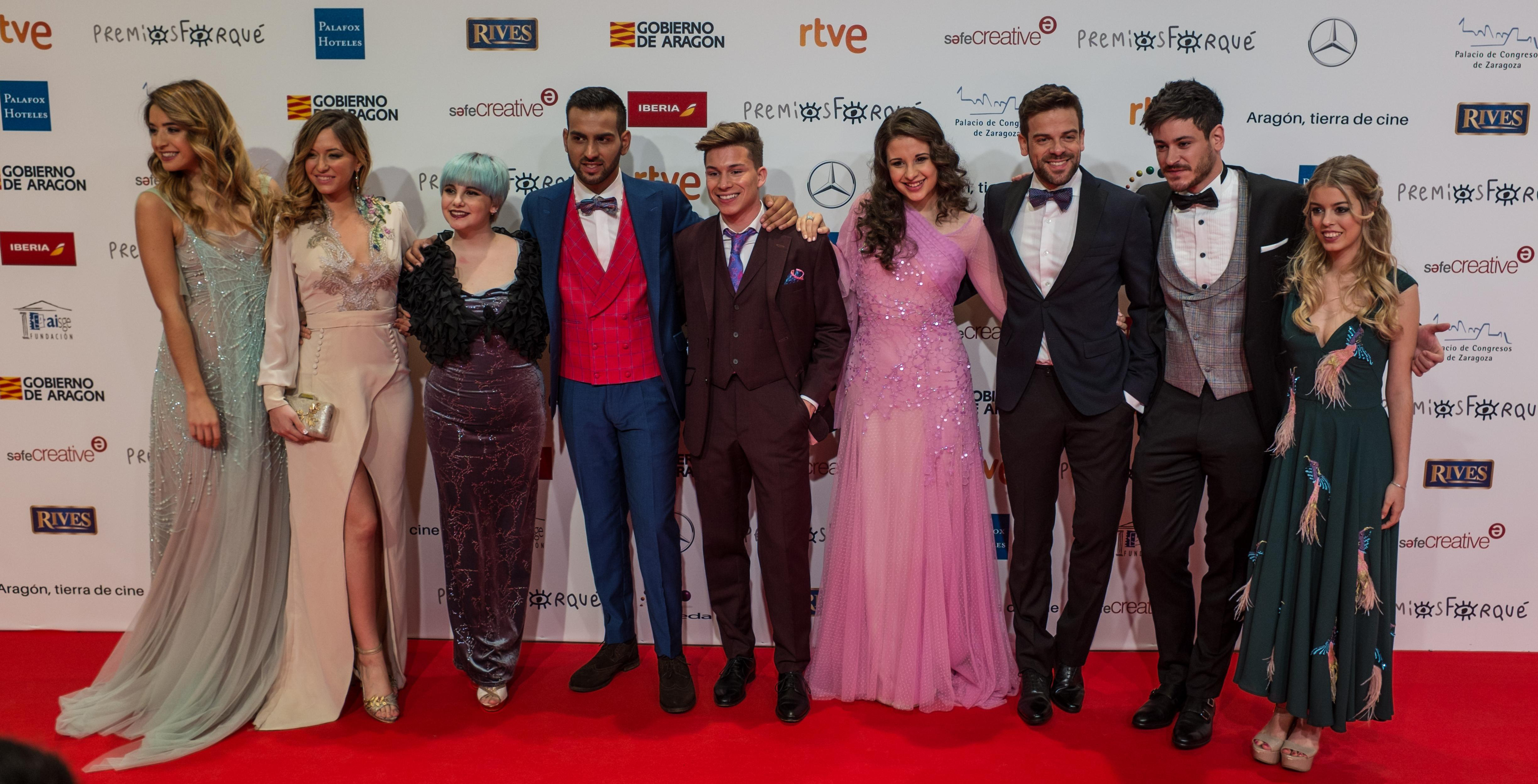
Cepeda (segundo por la derecha) con algunos de sus compañeros de Operación Triunfo 2017

En 2017, se presentó a los cástines de Operación Triunfo, concurso musical que volvía tras años sin emisión, siendo seleccionado para entrar en la academia cantando el tema «Tú me obligaste» de Antonio José. Fue seleccionado para cantar con Morat «Yo contigo, tú conmigo» en la gala 2, y durante el concurso versionó otras canciones como «No puedo vivir sin ti» (Los Ronaldos), «Reggaetón lento (Bailemos)» (CNCO), «Complicidad» (Vanesa Martín), «Dancing on My Own» (Calum Scott), «Pedacitos de ti» (Antonio Orozco), «Quien» (Pablo Alborán), «Mi héroe» (Antonio Orozco) «Vencer al amor» (India Martínez), y «Say you won't let go» (James Arthur) entre otras, también cantó «Lucía» . A lo largo de su paso por el programa, fue propuesto por el público como favorito en dos ocasiones y nominado cinco veces por el jurado del programa. Tras ser salvado por el público hasta en cuatro ocasiones (tres de ellas consecutivas), finalmente sería expulsado en la gala 9. Quedó en noveno lugar.
Tras su salida de OT, Cepeda y el resto de compañeros del programa iniciaron la gira OT 2017 en concierto el 3 de marzo de 2018 en Barcelona y recorrieron varias ciudades a lo largo de todo el año. Incluso, llegaron a cantar frente a 60.000 personas en el emblemático Estadio Santiago Bernabeu, donde les acompañaron grandes artistas como Pastora Soler, Zahara, David Bustamante, Luis Fonsi y hasta el mismísimo Raphael. El 27 y 28 de diciembre de 2018 se reunieron de nuevo para finalizar de forma definitiva esta etapa de conciertos, después del último que hicieron el 25 de agosto en Almería, justo donde la empezaron: en el Palau Sant Jordi de Barcelona.

### 2018-2020:Principios
Tras su salida del programa, fichó por Universal Music Group y se dedicó a componer Canciones propias, colaborando con el cantante Andrés Suárez, con el cual ha compuesto una canción titulada "El Silencio Dijo Sí", y con David Santisteban. A finales del mes de marzo, Cepeda publicó un breve adelanto de «Por ti estaré», tema que estaría incluido posteriormente en su álbum debut.
En marzo Cepeda acudió a los Premios Dial celebrados en el Centro Internacional de Ferias y Congresos de Tenerife, junto a algunos de sus compañeros de OT 2017.
El 1 de junio de 2018 publicó su primer sencillo, titulado «Esta vez», el cual debutó en la lista de ventas oficial de España en el número 1, y cuyo éxito le ha valido una certificación de platino. Dos días después del lanzamiento del primer sencillo del álbum, Cepeda anunció que su álbum debut saldría a la venta el 29 de junio, coincidiendo la fecha con el macro-concierto benéfico de la gira del elenco de Operación Triunfo 2017 en el Estadio Santiago Bernabéu de la ciudad de Madrid. Además, junto a Roi Méndez y Miriam Rodríguez (también concursantes de OT 2017), fue telonero de la banda Queen en el concierto del 10 de junio en el Palau Sant Jordi de Barcelona.
El 22 de junio de 2018 publicó «Llegas tú», canción que empezó a componer durante su estancia en la academia de Operación Triunfo. Finalmente, una semana después, salió a la venta su álbum debut, Principios, que vino acompañado de sus primeras firmas y el anuncio de algunas de las fechas de su primera gira en solitario, y el cual consiguió posicionarse en el primer puesto de la lista de ventas oficial de España, consiguiendo ser disco de oro en una semana.
El cantante ha aparecido como artista invitado en diferentes conciertos de cantantes como Antonio José, David Otero y Antonio Orozco. El 10 de octubre de 2018 comenzó su primera gira en solitario, la «Gira Principios», que se prolongó hasta el 25 de enero de 2020. 
Tras el éxito de su primer trabajo, el 14 de junio de 2019 sacó a la luz la reedición de su primer álbum "Principios", bajo el título de "Nuestros Principios" consiguiendo disco de platino en la primera semana; como carta de presentación de esta reedición publicó un nuevo sencillo, «Mi reino», el 24 de mayo de 2019. El trabajo incluye los temas originales de su primer álbum junto a otros 9 temas, entre los que se encuentran colaboraciones con Antonio José e India Martínez.
El 28 de septiembre de 2019 comenzó una gira de conciertos junto a su excompañera de OT 2017 Ana Guerra, la "Gira imginBank", que se prolongó hasta el 21 de enero de 2020. Durante estos conciertos especiales, Cepeda interpretó un repertorio reducido con temas de su primer álbum y posterior reedición.

### 2020:Con Los Pies En El Suelo
Desde la salida de la reedición de su primer álbum, Cepeda continuó trabajando en el que se convertiría en su segundo álbum de estudio, que llevó por título "Con Los Pies En El Suelo" y que estuvo disponible el 9 de octubre de 2020.
El tema «Gentleman» se convirtió en el primer sencillo, adelanto del álbum, saliendo al mercado el 13 de marzo de 2020. A este tema lo siguió "Si tú existieras" el 24 de julio de 2020 como segundo adelanto del disco. Desde una semana antes de la publicación del álbum completo, el 2 de octubre de 2020, estuvo disponible el tema "Da media vuelta", como canción promocional por la preventa digital. Coincidiendo con la salida del álbum, el 9 de octubre de 2020, se lanzó el videoclip del sencillo de lanzamiento del álbum, homónimo al mismo, "Con los pies en el suelo".

### 2021-actualidad:Sempiterno
El 22 de julio de 2021 publica su sencillo "La Fortuna", tema que sirve de puente con su siguiente álbum, "Sempiterno". 
El primer sencillo de esta nueva etapa fue "Otro día más", publicado el 14 de enero de 2022. El segundo sencillo adelanto del álbum fue "Qué bonito", una colaboración junto al artista Pepe Bernabé, publicada el 9 de abril de 2022. El tercer sencillo adelanto del álbum fue "Nené", publicado el 1 de julio de 2022, un tema que Cepeda dedica a su madre. La salida de "Sempiterno" está programada para el mes de octubre de 2022. 
La gira Sempiterno Tour comenzó el 21 de abril de 2022 en Madrid, incluyendo temas inéditos hasta la salida del disco.

## Influencias musicales
A pesar de haber crecido escuchando punk-rock, el cual es uno de sus estilos musicales favoritos, afirma que Antonio Orozco, David Otero, India Martínez o Pablo López son algunas de sus mayores inspiraciones musicales.

## Discografía

### Álbumes de estudio
- 2018: Principios x1 Platino
- 2020: Con los pies en el suelo
- 2022: Sempiterno
- 2024: Contradicción

## Premios y nominaciones
Premios Cadena Dial
- Premio Dial 2019.
- Premio Dial 2021.

Premios Notirey (Argentina)
- Premio Notirey de Oro 2019.

Premios Favoritos (Sevilla Magazine)
- Solista masculino con mayor proyección 2019

Ticket of the year 2019 (Ticketmaster)
- Mejor evento nacional 2019
- Evento nacional más esperado 2020

Premios Odeón
- Nominado a Artista revelación 2019

Premios Actuality Awards (Actuality FM Radio)
- Mejor Gira Principios 2019

Coca-Cola For Me Awards (Ecuador)
- Mejor Artista Internacional 2019

Premios MIN Musica Independiente
- Premio del público 2025

## Giras musicales
En solitario
- Gira Principios (2018-20)[23]
- Gira Cepeda Unplugged (2020)
- Gira Con los Pies en el Suelo (2021)
- Sempiterno Tour (2022-23)
- Contradicción  Tour (2024)

Conjuntas
- OT 2017 en concierto (2018)[32]
- Gira Déjate Llevar de Cadena Dial (2018)
- Telonero de Queen + Adam Lambert junto a Miriam Rodríguez y Roi Méndez (2018)
- Gira imaginBank junto a Ana Guerra (2019)